# Empúries
|  | Aquest article tracta sobre la ciutat antiga d'Empúries. Vegeu-ne altres significats a «Empúries (desambiguació)». |

Empúries (en grec antic: Ἐμπόριον, Empórion 'mercat'; en llatí: Emporiae) fou una antiga colònia grega fundada pels foceus i posteriorment romana ubicada a l'extrem sud del golf de Roses, al nord-est de l'actual municipi de l'Escala, al sud de Sant Martí d'Empúries, que en conserva el nom, declarat bé cultural d'interès nacional. S'estén des de l'antiga gola del Fluvià (El Riuet) fins a tocar l'antic braç del Ter que desembocava al nord de la vila de l'Escala, a la platja del Rec del Molí. L'espai és una de les seus del Museu d'Arqueologia de Catalunya i l'excavació arqueològica de major durada a Catalunya. Actualment, les ruïnes són propietat de la Generalitat de Catalunya i formen part d'un parc arqueològic. Al seu recinte, hi ha l'antic convent de Santa Maria de Gràcia d'Empúries, pràcticament reconstruït durant la dècada del 1910, que allotja un Museu Monogràfic d'Empúries (MAC-Empúries). El conjunt arqueològic grec d'Empúries es troba inscrit a la llista indicativa del Patrimoni de la Humanitat de la UNESCO, a l'espera de ser reconegut com a Patrimoni de la Humanitat.

## Estructura
El jaciment, excavat només parcialment, es pot dividir en quatre parts, d'ocupacions successives, situades a l'entorn d'un port natural: la primera fundació grega, situada en una península (avui Sant Martí d'Empúries), anomenada pels arqueòlegs paleàpolis ('ciutat vella'); la ciutat grega a terra ferma, a la vora del mar, dita neàpolis ('ciutat nova'); la ciutat romana, situada a l'oest de la neàpolis, i restes d'un poblat ibèric dels indígets, fins avui encara no localitzat arqueològicament.
La ciutat estava emmurallada i les muralles es van refer en diversos moments. Al centre de la neàpolis, hi ha la plaça o àgora. Només es conserva una porta d'accés a la ciutat, al sud, flanquejada per dues torres quadrades. Els carrers eren irregulars i adaptats al terreny natural. Al costat de la plaça, hi havia una Estoa (edifici per a transaccions mercantils). La ciutat tenia diversos temples, que es creu que estaven dedicats a Zeus-Serapis i Asclepi (Esculapi), seguint la tradició focea d'altres colònies com Velia i Marsella.
La ciutat romana estava envoltada d'una muralla de formigó de calç encofrat sobre dues fileres de pedres gegantines. Tenia una gran plaça fòrum porticada, amb diversos temples i botigues, i uns grans banys públics. Fora la muralla, hi havia un amfiteatre i un gimnàs o palestra. Al sud de la Neàpolis, s'han trobat diverses restes d'usos industrials i, en especial, relacionades amb treballs metal·lúrgics. Es coneixen diverses necròpolis al voltant de la ciutat.

### Paleàpolis
L'antiga petita península on hi havia la Paleàpolis es troba avui dia unida a terra ferma. S'hi troba el poble medieval de Sant Martí d'Empúries, mentre que la part que abans fou l'antic port grec i que fou enterrada per sediments es troba ocupada per horts. Aquesta zona amb prou feines ha estat excavada, ja que des de l'antiguitat ha estat habitada. Sembla que, després de la fundació de la Neàpolis, la Palaiàpolis es feu servir com a Acròpoli (fortalesa i temple). Estrabó parlà d'un temple dedicat a Àrtemis que es trobava en aquesta illa.

### Neàpolis
En aquesta part, es troben els edificis més representatius de la ciutat. Fou fundada a la primera meitat del segle VI aC, i convé tenir en compte que gairebé tot el que s'observa a primer cop d'ull correspon a les èpoques republicana i imperial, i fins i tot al començament de l'alta edat mitjana. Per això, el que és estrictament grec, tant de les èpoques arcaica i clàssica com de l'època hel·lenística, es troba al subsòl i només és visible en certs sondeigs realitzats abans del 1939, a les zones excavades a partir dels anys 80, especialment a la zona sud de la ciutat i a la zona nord de la neàpolis, excavada a partir del 2005.

#### Muralles i edificis defensius
La neàpolis consistia en un recinte emmurallat formant un rectangle molt irregular de 200 x 130m; el port se situava al nord. El sud de la neàpolis està delimitat per una muralla amb aparell ciclopi, construïda durant la segona meitat del segle ii aC, i gran part dels blocs de calcària que la formen, provinents d'una muralla grega anterior del segle iv aC, s'han trobat a uns vint-i-cinc metres cap a l'interior de la ciutat. En desplaçar la muralla, les pedres van servir, com s'ha comentat, per a construir la nova muralla exterior, mentre que el que va quedar va ser sepultat sota una gran aportació de terra que va fer pujar el nivell de la ciutat considerablement.
La muralla es desplaçà el segle ii aC, segurament a causa de la necessitat de guanyar espai per a construir un conjunt de nous temples. La nova muralla, la del segle ii aC, està flanquejada per dues torres quadrangulars i l'angle sud-occidental estava protegit per un important baluard. Si bé s'ha comentat l'existència d'una muralla del segle iv aC i una altra del segle ii aC, diverses intervencions arqueològiques han constatat l'existència d'un parapet o protoeixisma de la segona meitat del segle iii aC, que actualment es troba sota el recinte de Serapis, que evitaria que la maquinària de guerra s'apropés a la muralla.
Quant a la muralla que tancava la neàpolis per l'oest, s'ha documentat l'existència d'una torre de vigilància o talaia de gran mida, que ha estat datada del segle v aC, aquesta fortificació i la torre del segle V aC trobada a la zona sud de la ciutat degueren formar part d'un complex defensiu anterior a l'edificació de la muralla del segle iv aC.

#### El recinte d'Asclepi

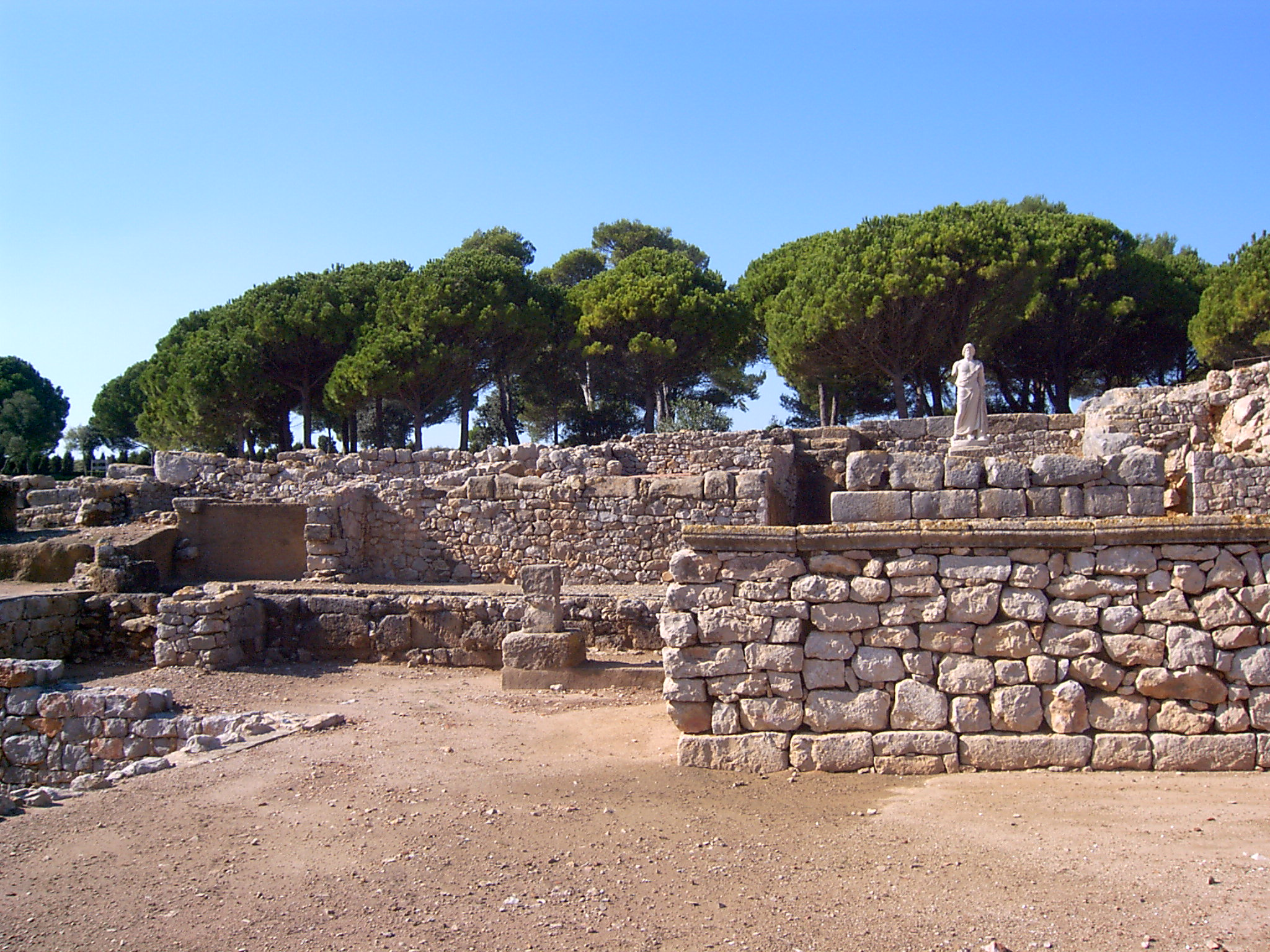
Vista del recinte d'Asclepi

A l'espai guanyat amb l'ampliació de la muralla cap al sud de la ciutat el segle ii aC es construïren diverses construccions de caràcter religiós que, en part, poden ser identificades amb un Asclepeion; amb l'ampliació de la muralla, el primitiu recinte d'Asclepi, del segle iv aC, es va modificar completament, i va quedar a partir aleshores dins els murs. L'Asklepieion era un centre terapèutic i religiós consagrat al déu Asclepi.
El recinte sembla que estava compost pels tres temples que es troben a l'oest del conjunt, al costat d'unes cisternes, un pou i un edifici porticat o aditon, un edifici on els malalts experimentaven el somni sagrat o incubació) a partir del qual els sacerdots establien el tractament terapèutic que calia seguir. Quant a les cisternes, eren el lloc on s'emmagatzemava l'aigua necessària per a dur a terme els ritus de purificació als quals s'havia de sotmetre el malalt, i el pou obert potser contenia les serps consagrades al déu.

#### El recinte de Serapis
A mitjan segle ii aC, al mateix temps que es construïa la muralla externa de la ciutat i es demolien la muralla grega del segle iv aC i el parapet del segle iii aC, a Empúries es va decidir construir una plaça porticada en l'espai guanyat en desplaçar la muralla. Més endavant, probablement en la primera meitat del segle i aC, aquesta va tenir una important transformació, en ser construït a la seva zona occidental un temple tetràstil, dòric i amb escales laterals, consagrat segurament a la divinitat de Serapis. Per l'existència d'aquest recinte a Serapis, es pressuposa la importància que van tenir a Empúries en els períodes hel·lenístic i republicà, els cultes procedents del Mediterrani oriental, segurament per l'arribada de mercaders d'Orient, que van aprofitar l'existència d'una ciutat portuària, oberta a l'exterior, per a establir-s'hi i transformar-la als segles II i I aC, en un empori comercial i cultural de gran influència.

### Ciutat romana
En ple context bèl·lic, i alertats pels grecs, els romans desembarcaren les seves legions al port de la ciutat grega d'Empórion al 218 aC per iniciar un periple peninsular que els permetria derrotar la rereguarda de l'exèrcit cartaginès. Aquest episodi, que convertiria Empúries en la porta d'entrada dels romans a la Península, fou també l'inici de la conquesta i romanització del territori peninsular, conegut com a Hispània.
L'any 195 aC, amb el Cònsul Cató i les seves legions, els romans van haver de tornar a Empúries i instal·lar-hi un campament militar al sud-est de la Neàpolis, a uns 3 km, en el lloc on popularment es coneix com a Estany de la Poma, a la zona de Riells, per sufocar les constants revoltes indígets del Nord-oest, de les zones de la Garrotxa i Ripollès sobretot, que tenien lloc en contra de l'ocupació romana. Un cop pacificat el territori, les terres foren cedides als soldats veterans de Juli Cèsar, que fundaren el municipi romà d'Emporiae. Aquest, que tingué el seu període d'esplendor en època imperial i que s'annexionà l'antiga ciutat grega d'Empórion (Neàpolis) fou abandonat al segle iii. Actualment, la ciutat es troba parcialment excavada (s'ha excavat prop del 20 % de la seva superfície total), i és possible visitar espais com el fòrum (centre institucional), les termes romanes, algunes domus (cases benestants) i l'amfiteatre. En època de l'emperador August, les ciutats grega i romana es van unir física i jurídicament sota el nom de Municipium Emporiae (darrer quart del segle I aC).

### Necròpolis
Les necròpolis d'Empúries s'estenen més de mil anys, en una llarguíssima etapa que va des del s. VII aC fins a l'edat mitjana. No obstant això, moltes tombes van ser saquejades. Almagro va realitzar dos volums que recullen totes les dades sobre la major part dels cementiris de la zona. N'hi ha de quatre tipus: grecoindígenes, tardorepublicans, altoimperials i baiximperials.
- Grecoindígenes (s. VI-III aC): Van ocupar els costats sud i oest de la neàpolis, en estar tancats pel mar l'est i el nord. Són de les necròpolis més espoliades. El sector oest va ser ocupat per l'anomenada necròpolis de la muralla nord-est, enclavament funerari d'indígenes hel·lenitzats, en la qual predomina el ritu de la incineració. La del sector sud durarà mil anys sense interrupció i hi veiem ritus tant d'inhumació com d'incineració (s. V aC-VI dC).
- Tardorepublicana (s. II-I aC): Hi ha un grup antic que seguirà utilitzant les necròpolis antigues amb inhumacions i incineracions, possiblement els grecs i indígenes de la neàpolis. Un altre grup serà predominantment incinerador i tindrà la seva necròpolis, la més antiga documentada, al vessant nord del veí turó de Les Corts, situat al sud-oest de la ciutat. Aquesta necròpolis va funcionar sobretot durant els segles II i I aC, i s'hi troben petits túmuls de planta quadrada construïts amb carreus de pedra picada; en el centre, se situen les restes de la incineració.
- Altoimperial (s. I aC-II dC): No consten amb claredat enterraments des del segon quart del s. I aC fins a l'època d'August, uns 35 anys. A partir de llavors, s'observa que els enterraments se situen en un vessant del pujol sobre el qual s'assenta l'urbs romana.[11] Es comença a imposar la inhumació al segle ii.
- Baiximperial (s. III dC-VI dC): Parlar d'aquesta època no és fàcil, així com donar cronologies precises per la falta d'aixovars en les tombes. Tota l'àrea de l'antiga ciutat grega estava plena d'inhumacions, potser relacionades amb el culte de la basílica paleocristiana o Cella Memòriae allà enclavada. També segueixen les inhumacions en moltes de les antigues necròpolis (com la Bonjoan, en ús durant mil anys) d'èpoques anteriors i altres de noves. Potser aquestes estaven relacionades amb les villae o cases de camp romanes ubicades prop d'aquestes. És destacable el monument funerari del Castellet i les tombes al seu voltant.[12]

### Poblat dels indígets
Abans de l'arribada de grecs i romans, les terres empordaneses estaven habitades per indígenes assentats en el territori des de l'edat del bronze final. Aquests indígenes, de cultura ibèrica, basaven la seva subsistència en el cultiu de cereals, com testimonien la gran quantitat de sitges trobades en aquest territori. Els excedents d'aquests cultius foren motiu de les primeres relacions comercials amb pobles de la Mediterrània, com els fenicis, els etruscos i els grecs. El contacte amb aquestes cultures foranes afavorí arreu de la Península l'evolució del món indígena i el desenvolupament de la cultura ibèrica. Aquesta, tot i no ser homogènia, desenvolupà trets comuns, com l'escriptura, el panteó diví i pràctiques com el cultiu extensiu i el treball de la metal·lúrgia.
La zona del litoral gironí estava habitada per la tribu dels indígets coneguts gràcies a les cròniques d'autors clàssics com Plini el Vell i Estrabó. El poble de Sant Martí d'Empúries fou en l'antiguitat un illot habitat pels indígets i també el primer assentament grec a la Península. Aquest illot, anomenat Palaiapolis (‘ciutat vella'), fou part del nucli grec d'Empórion durant prop de set segles. Es considera que dins del jaciment pot haver-hi vestigis d'altres poblacions d'indígets, però encara no se n'han trobat testimonis arqueològics.

## Història
Des del segle ix aC, al bronze final, els pobladors indígenes d'aquesta costa de l'Empordà vivien en turons que sobresortien dels aiguamolls. Un d'aquests poblats es trobava a la península on avui hi ha Sant Martí d'Empúries.

### Període grec

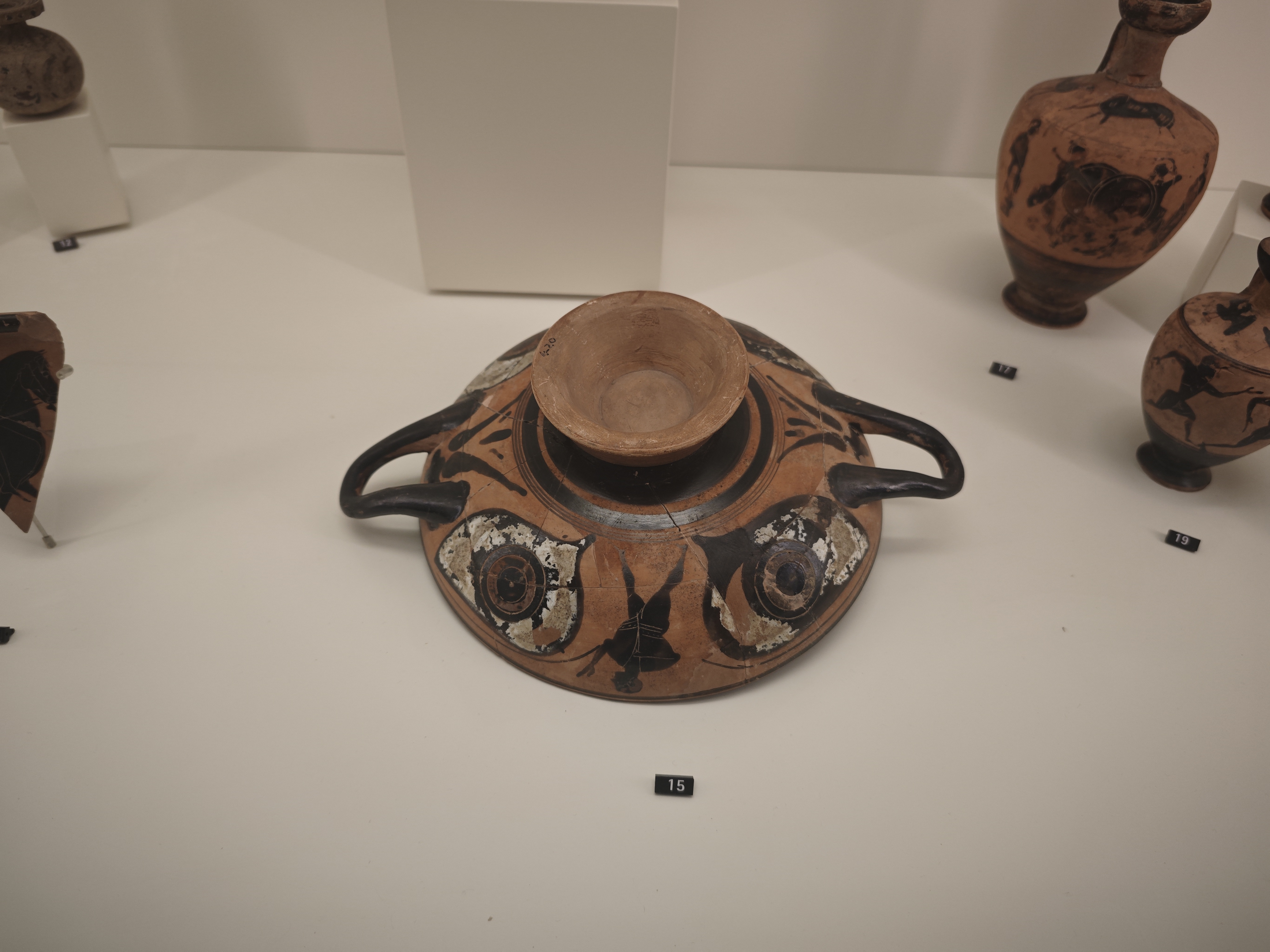
MAC-BCN420 Copa d'ulls decorada amb figures de joves. Cultura grega arcaica. Segona meitat s. VI aC- Empúries

Al segle vii aC, aquest poblat ja mantenia contactes comercials amb els etruscs, fenicis i grecs, i cap al 580 aC, els comerciants grecs de Focea.
El 575 aC, arriben a la península els últims colonitzadors grecs, els foceus, versats en el comerç de llarg distància i procedents de Massàlia van fundar Empúries sobre el turó de Sant Martí (paleàpolis). Els foceus no creaven colònies de poblament, sinó que llur objectiu era sobretot comercial. Precisament, el nom d'Empúries fa referència a aquesta mateixa condició: un empórion era un establiment comercial. La mateixa metròpoli, Focea, està erigida amb aquest fi.
S'estableix la palaiàpolis, 'ciutat antiga', com un simple port comercial illenc, on es pot fer escala a la desembocadura del riu Fluvià. Amb l'arribada dels grecs, els indígenes es tornen productors de béns de consum que intercanvien amb els hel·lens per mercaderies més preuades, com el vi. Al començament depèn de Massàlia, com es pot observar en la gran quantitat d'àmfores trobades d'aquella època.
El 550 aC, segons Estrabó, s'estableix una segona fundació, ara a terra, en detriment de la palaiàpolis, que experimenta un gran desenvolupament urbanístic. Les paraules d'Estrabó queden recollides en la seva Geografia:
| «                                | Els emporitans habitaven abans una petita illa davant la costa que avui s'anomena Paliàpolis, però avui dia viuen ja en terra. Empórion és una ciutat doble que està dividida per una muralla, abans tenia, com a veïns, alguns indicetes [...]. Però amb el temps s'uniren en un sol estat, compost de lleis bàrbares i gregues, com succeeix també en altres moltes ciutats. | » |
| — Estrabó, Geografia, III. 4, 8. | |   |

Després de la conquesta de Focea per Cir II, emperador de Pèrsia, el 546 aC, els foceus fugen a la nova colònia d'Alàlia, a Còrsega. Tanmateix, llur presència incomoda els cartaginesos, que formen una coalició amb els etruscs per fer-los-en fora. El 535, es produeix la batalla d'Alàlia. Els foceus tornen a fugir, ara es refugien a Massàlia i Empórion. La ciutat va veure com augmentava sensiblement la població pels refugiats.
El segle v aC, es produeix una època de gran prosperitat basada sobretot en el comerç grec, en especial amb l'avituallament atenenc. S'establiren acords polítics i comercials amb la població indígena (que degué fundar a la rodalia una ciutat, potser de nom Undike). A causa de la seva situació en la ruta comercial entre Massàlia i Tartessos, la ciutat es convertí en un gran centre econòmic i comercial a més de la major colònia grega a la península Ibèrica.
Cap a la meitat del segle vi aC es van estendre a terra ferma (neàpolis). Inicialment depenien de Massàlia, però cap al 500 aC ja se n'havien independitzat. La ciutat es desenvolupà gràcies a una activitat comercial que abastava tota la costa mediterrània. Es considera que la seva influència sobre els indígenes donà lloc al naixement de la cultura ibèrica.
A partir del segle iv aC, la ciutat ja creix de forma considerable i es coneix com a Empórion (Ἐμπόριον). Continua havent-hi molt de comerç grec amb la península i es comença a encunyar les primeres monedes, anepigràfiques, en un primer moment, i amb la llegenda EM, més endavant. A finals d'aquest segle, s'emeten ja dracmes amb el tipus del cavall parat, segons un model púnic, i després amb el característic Pegàs al revers i el cap d'Aretusa a l'anvers.
Segueix el període d'esplendor fins a l'arribada dels bàrquides. La competència crea una recessió en l'economia emporitana. Els emporitans envien una ambaixada a Roma demanant ajuda. Roma tanca el tractat de l'Ebre amb Àsdrubal el 226 aC, segons el qual els púnics no podien passar el riu. Amb la Segona Guerra Púnica, Empúries es posiciona com un fidel aliat de Roma. El 218 aC, els romans envien un exèrcit, que desembarca a Empúries, amb la missió de tallar els subministraments d'Hanníbal. Aquest fet és citat per Titus Livi:
| «                                            | Mentre aquestes coses ocorrien a Itàlia, Cn. Corneli Escipió, enviat a Hispània amb una esquadra i un exèrcit, salpà de les boques del Roine i, doblant els monts Pirineus, abordà a Empúries. Hi desembarcà l'exèrcit, i començant pels lacetans, sotmeté a Roma tota la costa fins a l'Ebre, de vegades renovant aliances, d'altres establint-les. | » |
| — Titus Livi, Ab urbe condita, XXI. 60, 1-3. | |   |

Empúries fou el primer lloc de Catalunya on es va batre moneda. Les monedes o dracmes d'Empúries que s'han trobat van del segle v aC fins al III aC. Basats en aquestes, els ibers també van crear monedes d'imitació, i s'introduí així l'economia monetària al territori.

#### Creences religioses i la mort
La religió grega es basava en les divinitats del panteó olímpic. La seva principal característica era la immortalitat, però tenien un comportament humà i estaven acompanyades per divinitats secundàries, com semidéus i herois. A Emporion, la tradició parla d'un primer temple dedicat a Àrtemis Efèsia, que possiblement fou bastit a la Palaiàpolis. A partir del segle iv aC, i fins a la decadència d'Empúries, va prendre una enorme importància el culte a Asclepi, déu de la medicina. El culte a aquest déu venia propiciat per l'existència d'un territori insalubre, que va comportar la creació d'un complex cultual organitzat per allotjar i guarir els malalts. Durant el segle i aC es produeix l'entrada de cultes orientals com el de Serapis, déu de l'Egipte ptolemaic.
La religió domèstica tenia un caràcter més íntim i proper a l'individu i es manifesta amb rituals a divinitats procreadores i protectores com Demèter, representades amb figuretes de terracota i objectes votius.
El ritus funerari d'època grega està dominat per la inhumació, amb fosses senzilles, i amb l'orientació del cadàver cap a l'est. A la tomba s'hi dipositen peces de prestigi relacionades amb el mort. De les necròpolis de tradició grega que coneixem (segles VI-I aC), la més antiga és la de Portitxol, que correspondria als habitants de la Palaiàpolis d' abans de la fundació de la Neàpolis. En les més modernes es combinen els rituals: la inhumació i la incineració.
A la sala d'Asclepi del jaciment, es pot contemplar l'escultura d'Esculapi, déu de la medicina, que es va trobar l'any 1909 prop del temple dedicat a aquest déu a la ciutat grega.

### Període romà
L'any 218 aC, durant la Segona Guerra Púnica, hi desembarcà un exèrcit romà comandat per Gneu Corneli Escipió, amb l'objectiu de tallar la rereguarda de l'exèrcit cartaginès d'Hanníbal. Amb aquest fet, s'inicià la conquesta romana de la península Ibèrica.
El 197 aC, durant la Gran Revolta indígena, els indígets de la ciutat es van mantenir neutrals. El 197 aC, Marc Porci Cató Censorí hi va instal·lar un campament i en va fer el seu centre per a la lluita contra la resistència ibèrica a l'ocupació, i als seus voltants s'hi va produir la decisiva batalla d'Empórion. El campament fou transformat en una ciutat romana a les primeries del segle i aC. A l'època de l'emperador August, les ciutats grega i romana es van unir físicament sota el nom plural de Municipium Emporiae.
La primera presència romana a Empúries suposà la construcció d'un campament romà estable de l'exèrcit, on avui dia es troba la ciutat romana, tot i que l'existència d'aquest campament no va suposar la submissió de la ciutat grega a la República, sinó que ambdues eren iguals. Això ocorregué amb l'arribada a Hispània del cònsol Marc Porci Cató. Després de desembarcar a Roses, el seu exèrcit (entre 52.000 i 70.000 soldats) es dirigeix a Empúries. Titus Livi fa referència a aquest fet bo i descrivint la ciutat:
| «                                        | Empúries estava formada per dues ciutats separades per una muralla. Una ciutat habitada per grecs de Focea, com els massolites, i l'altra per hispans. La ciutat grega, propera al mar, estava envoltada per una muralla de menys de 400 passes. La ciutat hispana, més allunyada de la costa, tenia una muralla de 3.000 passes de perímetre (...). La part de la muralla que mirava a terra, ben fortificada, tenia una sola porta vigilada per un magistrat per torn. Durant la nit, muntaven la guàrdia a les muralles la tercera part dels ciutadans (...). | » |
| — Titus Livi, Ab urbe condita, XXXIV, 9. | |   |

Al voltant del 100 aC, es construí una ciutat romana de nova planta, que convisqué amb tota igualtat amb la vella colònia grega. D'altra banda, tot i la igualtat, la presència de Roma va influir tant sobre el petit nucli grec que els mateixos grecs es van anar romanitzant, fins que durant el principat d'August els fou concedida la ciutadania romana, fet que provocà que els nuclis grec i romà acabessin físicament units, a conseqüència de la unificació d'ambdues ciutats; sota un mateix estatus jurídic es troba, per tant, el denominat municipium Emporiae. Un passatge d'Estrabó, a més del citat de Titus Livi, indica que la comunitat grecoromana i la indígena vivien separades per un mur, però aquesta possibilitat la descarten els historiadors contemporanis.
Mantingué les seves institucions fins a la Guerra Civil entre Pompeu i Juli Cèsar, data en què el partit pompeià guanya a la ciutat, i això suposà, després de la victòria de Cèsar, l'anul·lació de la seva independència i l'establiment d'una colònia de veterans just al costat.

#### Vida religiosa i món funerari
La religió pública romana suposava l'ús d'una ideologia oficial. El culte es realitzava als temples públics situats a l'àrea sagrada del fòrum. Eren de petites dimensions i només es permetia l'accés a l'interior del temple als sacerdots, mentre que el públic es concentrava a l'exterior. A Empúries, tenim constància del culte a Roma i August i a la deessa Tutela. En l'àmbit domèstic es veneraven diversos déus, el més comú era el dels Lars o el culte als avantpassats. Les imatges, generalment de bronze o terrissa, es col·locaven en petites fornícules o altars, a l'atri o al peristil, on els dies festius s'hi dipositaven ofrenes, garlandes i menjar.
Les necròpolis romanes es troben fora del recinte emmurallat, en les elevacions més immediates o a prop dels camins d'accés a la ciutat. El ritus funerari més utilitzat és la incineració. El cos del difunt es perfumava abans de la cremació. Posteriorment, es recollien els ossos, que de vegades es rentaven i es dipositaven a l'interior d'una urna i, juntament amb objectes personals, es posaven a l'interior de la fossa. En la inhumació, el cos del difunt es dipositava sobre lloses o teules i es formava una caixa rectangular. Les àmfores comercials es reutilitzaven també com a sarcòfags per a enterraments infantils.

### Decadència i abandonament

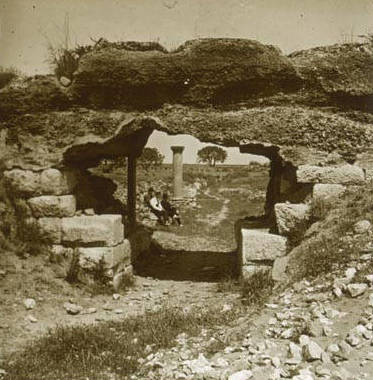
Porta de la ciutat romana d'Empúries en una imatge de 1921

A partir del segle i, després de la conquesta total d'Ibèria per Roma, Empúries entrà en decadència, enfosquida pel poder de Tàrraco i Bàrcino. La primera, convertida en capital, feu que les antigues ciutats romanes d'origen republicà entressin en un llarg procés de decadència. A finals del segle i, es comencen a abandonar les zones d'Empúries i certs edificis s'enfonsen. A mesura que anaven prenent importància altres ciutats romanes, com Bàrcino, Gerunda o Tarraco, Empúries n'anava perdent. A la segona meitat del segle iii, sembla que tant la neàpolis com la ciutat romana començaven a ser abandonades, tot i que la seva destrucció es data al 935 pels musulmans en la ràtzia del 935,

### Cristianisme
A partir del segle iv, els antics nuclis d'Empúries van patir un procés de redefinició i adaptació a la nova organització política i religiosa, que va comportar la fi del món pagà i la consolidació del cristianisme com a nou poder ordenador. Si aquest canvi fou important arreu, a Empúries va ser més radical, ja que va suposar l'abandonament dels centres urbans que formaven la ciutat. Però això no fou el final d'Empúries. Els seus habitants es van adaptar a un nou sistema de població, que va concentrar els elements de representació a l'antic nucli de Sant Martí d'Empúries, que arribaria a ser seu episcopal durant l'època visigòtica (bisbat d'Empúries). La neàpolis seria utilitzada llavors com a cementiri, i es va construir una basílica paleocristiana. Aquest nucli controlava el port fluvial i es completava amb petits nuclis rurals de l'entorn proper, com Santa Margarida, Santa Magdalena i Sant Vicenç (cadascun d'ells amb la seva església i el seu cementiri). Algunes d'aquestes esglesioles medievals s'aixecaren sobre restes de construccions anteriors d'època tardoromana, que coincideixen cronològicament amb noves àrees d'enterrament, com la que es va localitzar al sector nord de la ciutat grega d'Empúries. La necròpoli descoberta a la zona meridional de la ciutat d'Empórion (entre l'àgora i el port) tenia prop de 500 tombes i una petita capella (cella memoriae) construïda sobre un antic edifici termal.
Després de la conquesta musulmana, n'esdevingué la carolíngia al segle viii, i amb els francs fou capital del comtat d'Empúries. Pella i Forgas afirma que la vila fou saquejada durant l'expedició normanda de 859 (probablement entre el 859 i el 862) i que fou aquesta la raó de la seva ruïna i que, destruïda pels musulmans en la ràtzia del 935, el comte traslladà la capital a Castelló. Des de llavors, Empúries esdevingué un petit nucli de pescadors, que al segle xvi fundarien la vila de l'Escala.
Més endavant, al segle xvii, més concretament el 1606, es va fundar el convent de monjos servites de Santa Maria de Gràcia d'Empúries, en una ermita ja existent. La comunitat era formada per una desena de frares. El convent fou abandonat el 1820 a causa de la desamortització empresa durant el Trienni Liberal, tot i que altres fonts apunten que va ser exclaustrat el 1835.

### Excavacions

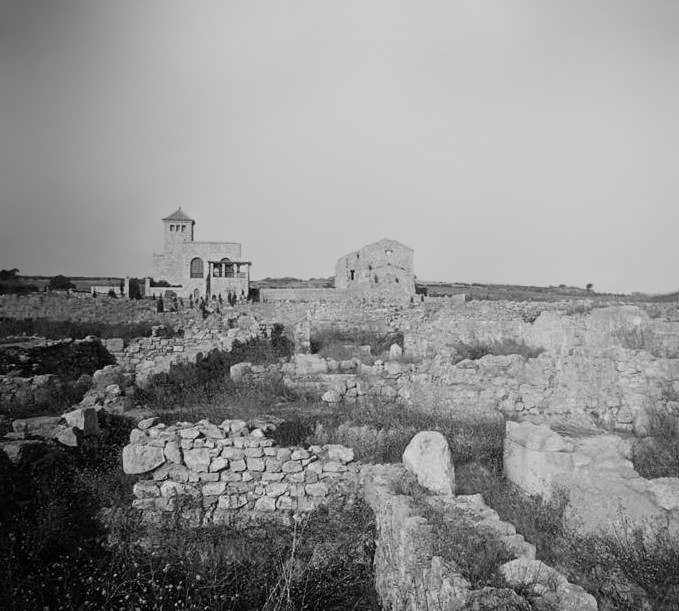
Aspecte del Convent de Santa Maria de Gràcia d'Empúries i de les ruïnes d'Empúries el 1923. Es pot apreciar la primera intervenció de Puig i Cadafalch apartada de la nau ruïnosa del temple servita, així com les excavacions a la ciutat grega i l'absència d'excavacions a la ciutat romana, endegades anys més tard.

Tot i que hi hagué algunes intervencions anteriors a la recerca de pedra per a la construcció, per exemple la plaça forta de Roses i la ciutadella de Perpinyà foren en part bastides amb materials procedents d'Empúries; i d'antiguitats per a omplir col·leccions privades, la primera intervenció amb finançament públic tingué lloc l'any 1846, sota la direcció del religiós i pedagog Julián González de Soto i el patrocini de la Diputació de Girona. Malgrat la marxa de González de Soto a Madrid, les excavacions continuaren sota el control del cap de la duana de l'Escala, Gabriel de Molina, membre de la Societat d'Arqueologia; i de Joaquim Pujol i Santo, membre de la Comissió de Monuments de Girona, al llarg de l'any 1847. Els escassos resultats obtinguts i l'esgotament de la subvenció de 6.000 rals concedida per la Diputació comportaren l'abandó de les excavacions. De fet, bona part de les peces procedents d'Empúries que actualment es conserven al Museu Arqueològic de Sant Pere de Galligants provenen d'aquesta intervenció.
L'any 1908, hi van començar les excavacions realitzades de manera planificada i amb objectius predefinits, dirigides per Emili Gandia i Ortega, sota les ordres de Josep Puig i Cadafalch i després de Pere Bosch Gimpera, que continuaren al llarg del segle xx i fins al present. Es considera que se n'ha excavat menys d'un 25%.
L'any 1908 la Junta de Museus de Barcelona, presidida per Enric Prat de la Riba, i gràcies a la iniciativa de l'arquitecte Josep Puig i Cadafalch, va iniciar de manera sistemàtica les primeres adquisicions dels terrenys on s'ubicaren les antigues ciutats grega i romana, a la vegada que va endegar, a partir del dia 23 de març d'aquell mateix any, la primera campanya d'excavacions arqueològiques. Des d'aquell moment s'han succeït de forma gairebé ininterrompuda projectes d'intervenció arqueològica i compra de terrenys.
L'any 1909, s'hi va trobar l'estàtua de l'Asclepi d'Empúries, la figura grega de gran format més occidental. S'hi han fet tota mena de troballes, algunes de les quals d'objectes de gran qualitat artística, com ara una Venus, un cap d'Afrodita o d'Apol·lo, un de Zeus, nombrosos mosaics entre els quals en destaquen el Sacrifici d'Ifigenia i els dels Peixos, entre d'altres.

### Museu
Va ser el mateix Puig i Cadafalch qui el 1916 va projectar la construcció d'un museu monogràfic i centre d'investigació en el mateix jaciment, sobre les dependències del convent i de l'antiga torre, obra que inaugurà el 1917. Això va servir d'impuls a les mesures de protecció legal del lloc i l'interès creixent per part de la societat que visitava, amb una afluència cada vegada major, el recinte arqueològic d'Empúries.
L'església de la Mare de Déu de Gracia no s'incorporarà fins més tard al complex i actualment és la sala principal del museu. És curiós constatar que el convent de servites ja tenia un precedent museístic. A principis del segle xix, un dels frares, el pare Romeu, s'havia dedicat a recollir els objectes que apareixien als voltants i havia format una col·lecció d'antiguitats que veieren J. Villanueva i Jaubert de Passa, els quals en parlen en les seves obres.

### Actualitat
Actualment Empúries constitueix una secció del Museu d'Arqueologia de Catalunya que disposa d'un centre d'investigació, conservació, documentació i difusió permanent del seu patrimoni arqueològic. Paral·lelament, la importància històrica d'Empúries i les investigacions portades a terme al llarg del darrer segle han generat una ingent bibliografia científica. Empúries és un jaciment viu. Cada any s'excava. Una selecció de les troballes es pot contemplar al mateix museu monogràfic i la resta a la seu de Barcelona.